# Пацкан Валерій Васильович
Валерій Васильович Пацкан (нар. 21 квітня 1975, село Золотарьово, Хустський район, Закарпатська область, УРСР) — український політик, Народний депутат України VII та VIII скликань. Заслужений юрист України (2017)
У 2018—2023 — голова Рахункової палати України.
Сімейний стан - неодружений 

## Освіта
1991 року закінчив Золотарівську ЗОШ I—III ступенів, де й отримав повну загальну середню освіту.
1999 року закінчив юридичний факультет Ужгородського державного університету за спеціальністю «Правознавство» та здобув повну вищу освіту.
2005 року закінчив економічний факультет Закарпатського інституту ім. А. Волошина Міжрегіональної академії управління персоналом за спеціальністю «Банківська справа» та здобув другу повну вищу освіту.
2015 року присуджено науковий ступінь кандидата юридичних наук зі спеціальності «Конституційне право; муніципальне право».
З 2020 року — доктор юридичних наук. Захистив докторську дисертацію на тему: «Рахункова палата як вищий орган аудиту України: сучасний стан та перспективи розвитку».

## Трудова діяльність
1995 р. — 1996 р. — проходив строкову військову службу в лавах Збройних сил України.
1999 р. — 2000 р. — розпочав свою трудову діяльність після закінчення Ужгородського державного університету на посаді головного спеціаліста юридичного відділу Закарпатського обласного територіального відділення Антимонопольного комітету України.
2000 р. — 2001 р. — обіймав посаду юрисконсульта у Перечинському лісокомбінаті.
2001 р. — 2002 р. — заступник завідувача кафедри правознавства Закарпатського інституту Міжрегіональної академії управління персоналом.
2002 р. — 2004 р. — заступник директора Ужгородської філії ВАТ «ПриватБанку».
2004 р. — 2008 р. — директор філії «Закарпатська дирекція» АТ «Індустріально-Експортний Банк».
2008—2012 — директор ТОВ «Карат Мотор».

## Політика
2001 року став головою виконавчого комітету Закарпатської обласної організації партії «Реформи і порядок».
2010 р. — член Політичної партії «УДАР (Український Демократичний Альянс за Реформи) Віталія Кличка».
2011 р. — 2014 р. — голова Закарпатської обласної організації Політичної партії «УДАР (Український Демократичний Альянс за Реформи) Віталія Кличка».
2015 р. — голова Закарпатської організації партії Солідарність.

### Парламентська діяльність
На виборах до Верховної Ради України, що відбулися 28 жовтня 2012-го був обраний народним депутатом. В парламенті працював на посаді голови Комітету Верховної Ради України з питань прав людини, національних меншин і міжнаціональних відносин.
На позачергових парламентських виборах 26 жовтня 2014-го був обраний депутатом за списками партії «Блок Петра Порошенка». У Верховній Раді зайняв посаду першого заступника голови Комітету Верховної Ради України з питань прав людини, національних меншин і міжнаціональних відносин та Голови підкомітету з питань зв'язків з українцями, які проживають за кордоном.

## Голова Рахункової палати України
15 березня 2018 року обраний та призначений Верховною Радою України Головою Рахункової палати України. 10 квітня 2023 року Верховна рада України відправила Пацкана у відставку.
22 травня 2023 Верховний Суд України визнав незаконним звільнення Пацкана з посади голови Рахункової палати.
Член Національної ради з питань антикорупційної політики.